# Jacqueline Marie Kelly
Jaqueline Marie (Jackie) Kelly (nacida el 18 de febrero de 1964) es una antigua política australiana que fue miembro de la Cámara de Representantes de Australia por el Partido Liberal de Australia desde marzo de 1996 hasta noviembre de 2007, representando a la División de Lindsey de Nueva Gales del Sur.

## Primeros años
Kelly nació en Upper Hutt, Nueva Zelanda, y asistió a la escuela secundaria en Monte Sant´ Angelo Mercy College, en Sídney Norte. Se licenció en derecho por la Universidad de Queensland, donde también logró un Full Blue (el más alto galardón) en remo, disciplina en la que luego representaría a Australia.[cita requerida] Fue agente de libertad condicional, y oficial jurídico de la Fuerza Aérea Real Australiana con el rango de Líder de Escuadrón, antes de dedicarse a la política.

## Carrera política
En 1996, Kelly fue elegida dos veces para el escaño de la División de Lindsey, localizada en el suburbio de Penrith en el extremo oeste de Sídney. La primera vez fue en las elecciones generales, el 2 de marzo de 1996; no obstante se la descalificó después por su trabajo en las fuerzas aéreas (RAAF), y por no haber realizado ningún trámite para renunciar a su ciudadanía neozelandesa. Después de haber solucionado ambos asuntos, fue reelegida en una votación aparte el 19 de octubre de 1996, con una mayoría aún más numerosa.
Kelly fue Ministra de Deportes y de Turismo; y ministra asistente del primer ministro para los Juegos Olímpicos de Sídney de 1998 a 2001; Además de Secretaria Parlamentaria del primer ministro desde 2001 hasta 2004.
Así como la primera parlamentaria federal australiana que tuvo un hijo durante el ejercicio de su cargo fue Ross Kelly en 1983, en 2000 Jackie Kelly se convirtió en la primera ministra federal en tener hijos (una niña llamada Dominique) durante su mandato. En 2001 Kelly fue criticada por haberse referido al colapso de la compañía aérea Ansett Australia como una pequeña contrariedad.
En 2006, Kelly hizo pareja de baile con Pavel Aubrecht al participar en el programa de televisión Torvill and Dean's Dancing on Ice y quedó eliminada en tercera posición. En mayo de 2007, anunció su intención de retirarse de la política federal en las elecciones federales de 2007.

## Escándalo político
El 21 de noviembre de 2007, tres días antes de la elección federal, el marido de Kelly, Gary Clark un ortodoncista local; fue detenido junto con otras cuatro personas en el distrito electoral de Lindsey cuando repartían folletos de un pretendido grupo islámico (que no existía), y que agradecían al Partido Laborista Australiano su apoyo a los terroristas.
Tres miembros del Partido Liberal (y entre ellos Gary Clark y Greg Chijoff, el marido de la candidata por Lindsey fueron forzados a abandonar el partido. Kelly negó todo conocimiento de los panfletos anterior a su distribución, afirmando que: "Me parece que más bien se trata de una broma al estilo de The Chaser".